# Yandex
Yandex (russisch Яндекс) ist ein russisch-niederländisches Unternehmen mit Sitz in Amsterdam nahe dem Flughafen Amsterdam Schiphol und operativer Hauptzentrale in Moskau, das durch Internetdienstleistungen bekannt wurde, insbesondere durch die gleichnamige Suchmaschine. Das Unternehmen besteht seit 1997, war im Juni 2010 in Russland mit 64 % Marktanteil klarer Marktführer im Bereich der Websuche und auch in einigen anderen Ländern Osteuropas mit signifikantem Marktanteil vertreten.
Darüber hinaus bietet Yandex unter anderem Dienste für Internetwerbung, einen eigenen Browser (Yandex Browser), einen Online-Übersetzer (Yandex Translate), einen Kartendienst (Yandex Maps), E-Mail-Postfächer, Onlinedienste oder einen App Store für Android an.

## Name
Den Namen Yandex (russisch Яндекс, deutsch transliteriert Jandeks bzw. Jandex) führt das Unternehmen auf „yet another indexer“ zurück (selbstironisch für „noch ein weiterer Indexer“).

Kyrillisches Logo

Zudem vereint der Begriff als „Sprach-Index“ („Язык индекс“) den ersten Buchstaben „Я“ (Ya (englisch), dt. Ja), der im Russischen auch für das Personalpronomen „ich“ steht, mit dem zweiten Wort „Index“.

## Geschichte

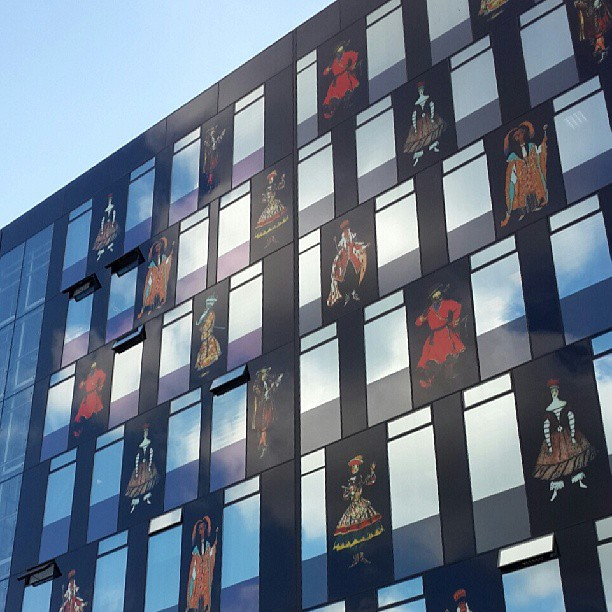
Sankt Petersburger Niederlassung (2013)

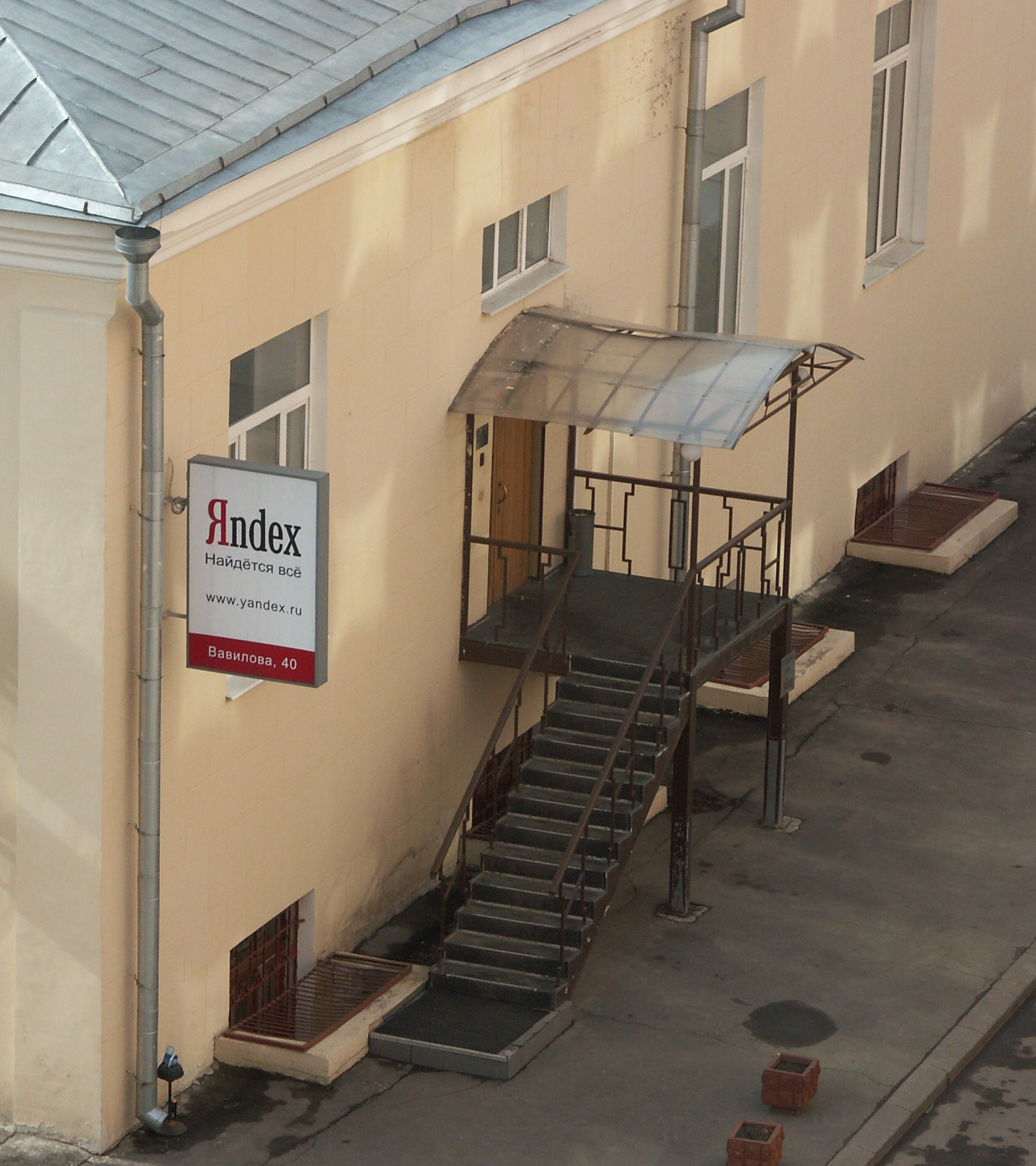
Das erste Büro von Yandex in der Wawilow-Straße 40, Moskau (Foto 2006)

### Entwicklung der Suchmaschine
Der Gründungsdirektor und spätere Yandex-Chef Arkadi Wolosch studierte zu Sowjetzeiten am Moskauer Staatlichen Institut für Öl und Gas angewandte Mathematik. Er entwickelte ab 1990 Suchalgorithmen im Unternehmen „Arcadia. Intelligente Projekte“. Anfangs dienten diese der Textsuche in der Bibel, im „Classifier of Goods and Services“ und in Patentdatenbanken. Letzteres hatte einen gewissen kommerziellen Erfolg.
1993 wurde mit dem Apresjan-Labor (Institut für Informationsübermittlung der Russischen Akademie der Wissenschaften) ein Partner gefunden, mit dem das Problem der Hypothesen in der Suche in russischer Sprache gelöst wurde. Die Suche war damit nicht nur an ein Wörterbuch gebunden, bei grammatikalischen Fehlern oder unbekannten Worten bietet die Suchmaschine Vorschläge an, so wie es auch Google.ru macht.
Mit dem Schulfreund Ilja Segalowitsch gründete Wolosch 1993 das Unternehmen „CompTek“. Am 23. September 1997 wurde Yandex als erste kyrillische Suchmaschine angekündigt und ging im November 1997 als Yandex.ru online, als CompTek-Geschäftsbereich, ein Jahr vor Google. Damals hatten nur 200.000 von rund 145 Millionen Russen Zugang zum Internet. Die meisten Browser und Suchmaschinen kamen nicht mit der russischen Sprache und der kyrillischen Schrift zurecht.

### Gründung und weitere Entwicklung
Da Yandex stark gewachsen war, gründeten Arkadi Wolosch und Ilja Segalowitsch im Jahr 2000 die eigenständige Firma Yandex, bis dahin wurde die Suchmaschine innerhalb von CompTek entwickelt.
2002 erreichte Yandex die Gewinnschwelle. Der Umsatz stieg von 17 Millionen US-Dollar (2004) über 35,6 Millionen (2005) und 72,6 Millionen (2006) auf 300 Millionen US-Dollar (2008). Der Reingewinn stieg von 13,6 Millionen US-Dollar (2004) über 29,9 Millionen (2005) auf 35,6 Millionen US-Dollar (2006). Über 85 Prozent der Yandex-Einnahmen stammen von textbasierenden Anzeigen.
Im Jahr 2004 ging der Dienst Yandex Maps online, rund ein halbes Jahr vor Google Maps. Seit dem Sommer 2008 unterhält das Unternehmen ein Forschungslabor in den USA: die Yandex Labs im Silicon Valley.
Schon 2008 kam Yandex News in den Fokus des Kremls zwecks Informationskontrolle und „Gehirnwäsche“. Eine betont apolitische Haltung im Unternehmen war wohl einer der Gründe für das Akzeptieren zunächst von Vorgaben bis hin zu Schikanen des Kreml, so das Schweizer Magazin Republik.
Am 24. Mai 2011 ging Yandex in New York an die Börse. Yandex und seine Teilhaber verkauften 52,2 Mio. Aktien zu 25 Dollar je Papier. Der Börsengang an der NASDAQ brachte den Teilhabern somit 20 Prozent mehr Gewinn als zunächst geplant.
Im Mai 2011 wurde bekannt, dass Yandex vertrauliche Kundendaten des vom Unternehmen betriebenen Bezahldienstleisters „Yandex Dengi“ dem russischen Inlandsgeheimdienst FSB übergeben hatte. Betroffen waren vor allem Spender, die den Oppositionspolitiker Alexei Nawalny über diesen Bezahldienst unterstützt hatten.
Im Juni 2011 kündigte das Unternehmen eine Suchallianz mit dem kleineren Konkurrenten Rambler an. Hierbei wird Yandex die Resultate für die Suchfunktion von Rambler bereitstellen.
Seit September 2011 bedient Yandex den türkischen Online-Markt mit Suchmaschine, Mail, Kartendienst, Übersetzer, News-Aggregatoren und anderen Dienstleistungen unter der URL yandex.com.tr. Hierzu unterhält Yandex eine Niederlassung in Istanbul.
Im Februar 2013 überholte Yandex erstmals Microsoft Bing bei den Suchanfragen, laut Analysen von Comscore qSearch.
Im Februar 2014 wurde eine Niederlassung in Berlin eröffnet, in der bis zu 130 Mitarbeiter im Bereich Forschung und Entwicklung für den eigenen Kartendienst arbeiten.
Im gleichen Monat präsentierte man mit „Yandex.Kit“ eine eigene Android-Version mit den Hardware-Partnern Explay in Russland und Huawei in China.

### Zusammenarbeit mit staatlich kontrollierten Einrichtungen und Einflussnahme der Regierung
Im Sommer 2017 wurde in einem Projekt mit der Zentralbank der Russischen Föderation (Bank Rossii) ein Zeichen veröffentlicht (ein grüner Kreis mit einem Häkchen), das Webseiten mit registrierten Mikrofinanz-Organisationen markiert.
Im Herbst 2018 verlor die Aktie von Yandex 15 Prozent, als Sberbank Anteile kontrollieren konnte; die Suchmaschine war derart wichtig geworden, dass sie in den Worten Alexei Nawalnys mit dem Staat kooperieren muss oder verstaatlicht würde. In der Duma wurde ein Gesetzesentwurf eingebracht, welcher bei den Eigentumsverhältnissen analog zu Medien für Suchmaschinen ausländische Kapitalanteile auf maximal 20 Prozent begrenzen soll. Eine Stiftung des öffentlichen Interesses erhielt dazu für wesentliche Fragen ein Vetorecht, um Interessen der Russischen Föderation zu wahren. Die Stiftung hinter dem Internet-Browser Mozilla Firefox entfernte ab Version 98.0.1 Yandex und mail.ru von der Liste der Suchmaschinen.
2019 einigten sich Yandex und die russische Regierung darauf, die Führungsstruktur des Unternehmens so zu ändern, dass die russische Regierung größere Mitsprache gewann.

### Zensur der News-Anzeigen bis Mitte 2022
Bereits 2008 hätten sich laut ehemaligen Yandex-Mitarbeiten Vertreter der russischen Präsidialverwaltung mit Yandex getroffen und damals noch erfolglos verlangt, im Kriegsfall bei Yandex nur News-Schlagzeilen von „dem Kreml genehmen Medien“ anzuzeigen.
Meduza berichtete, dass auch 2015 – ein Jahr nach der russischen Eroberung und Annexion der Krim – mit den Behörden eine Liste besprochen worden sei, welche „bei Bedarf“ anzuwenden sei. Ab 2016 wurde diese Liste mit 15 Titeln angewendet. Auch 2019 seien nur Medien einer „weißen Liste“ angezeigt worden; unabhängige Information war nicht auffindbar. Nach dem Beginn des russischen Überfalls auf die Ukraine am 24. Februar 2022 hätten laut dem ehemaligen Chef von Yandex.News, Lew Gerschenzon, 30 Millionen Russen auch am sechsten Tag des Krieges bei Yandex News nicht einen Krieg mit Toten gesehen; Yandex sei ein Schlüsselelement gewesen, um Informationen über den Krieg zu verbergen.
Im Juli 2022 berichtete das Schweizer Internet-Magazin Republik ausführlich über Yandex’ Entwicklung nach der Invasion. Der Artikel bezeichnete das Unternehmen zusammenfassend als „grösstes Propagandainstrument des Kreml“ und dessen reine „Echokammer“, da es ausschließlich Medienlinks beim Nachrichtenaggregator Yandex News listete, die vom russischen Regime abgesegnet seien. Laut Republik „steckt das Unternehmen in einer tiefen Krise, in die es sich selbst manövriert“ habe, verlor im Februar 2022 nacheinander seine Geschäftsführer und 75 Prozent seines Aktienkurses. Die US-Börse NASDAQ setzte den Handel aus.
Etwa 2000 Mitarbeiter (10 Prozent der Belegschaft) hätten Russland verlassen und Ende Juni seien rund 3800 Stellen ausgeschrieben.
Die EU machte Yandex für die Desinformation der russischen Bevölkerung mitverantwortlich und belegte Führungskräfte mit Sanktionen.

### 2022: Trennung der Geschäftsfelder, Fortführung alsNebius Group
Daher übergab Yandex das politisch heikle Yandex News und das einen personalisierten Newsfeed enthaltenden Yandex Zen an VK und zog sich auf unpolitische Bereiche zurück.
Im Tausch erhielt es von VK den Delivery Club.
Im Jahr 2024 erfolgte die Umbenennung in Nebius Group, nach der vollständigen Entkopplung von der russischen Eigentümerstruktur wurde das umbenannte Unternehmen ab 2025 wieder an westlichen Börsen gelistet.

### Yandex.Taxi

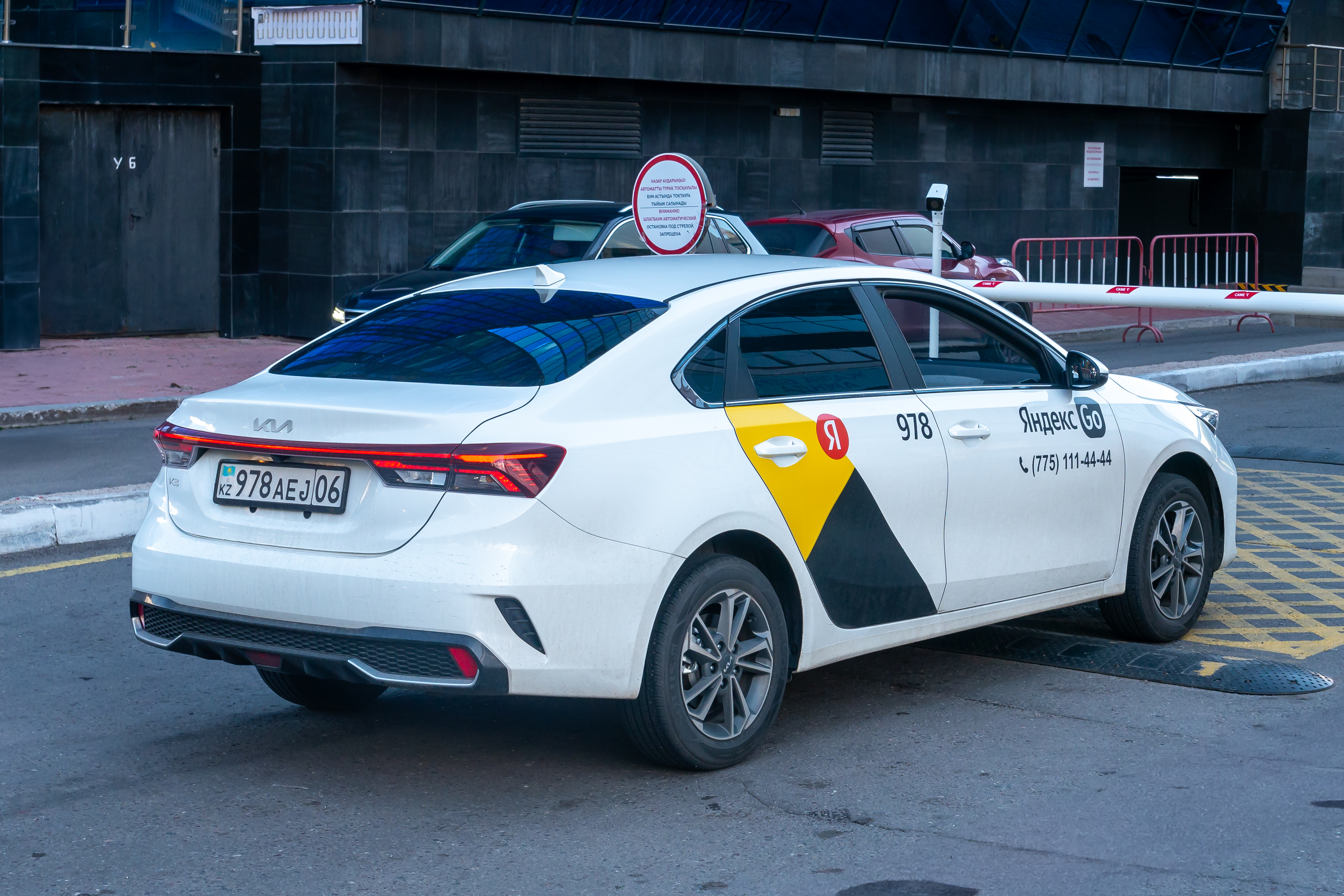
YandexGo-Fahrzeug in Astana

Nach einem ersten Mangel an Autos während der Corona-Pandemie sah Yandex.Taxi nach einigen Kriegsmonaten das Problem auf sich zukommen, genügend Fahrzeuge bereitzustellen; aufgrund des Mangels an Ersatzteilen für Fahrzeuge beschloss Yandex, bei AwtoWAS um Fahrzeuge aus der gängigen Produktion zu bitten, also Autos der Marke Lada. Im Weiteren wurden in Belarus die Firma Unison (Automobilhersteller) und in China Beijing Automotive Group und Chery angefragt. Vor dem Krieg hatte Yandex.Taxi Fahrzeuge der Marken Kia-, Škoda- und Volkswagen-Fahrzeuge eingesetzt.
YandexGo hat 2024 in Russland gegen staatliche Maßnahmen zur Ausweisung ausländischer Arbeitskräfte und weitergehende Forderungen ausländerfeindlicher Einzelpersonen protestiert. Nach Angaben der Agentur TASS fehlen dem Land insgesamt fast 130.000 Taxifahrer.

## Leistungsangebot
Die ursprüngliche und wichtigste Dienstleistung ist eine russischsprachige Websuchmaschine. Anfang 2012 lag Yandex mit einem Marktanteil von über 60 Prozent in Russland vor Google mit etwas mehr als 20 Prozent. Im August 2015 war Yandex mit 56,9 % Marktanteil vor Google (35,1 %), Mail.ru (6,4 %) und Rambler (0,5 %) weiterhin Marktführer im Bereich der Websuche im russischen Internet.
Im Laufe der Jahre wurde Yandex zum Multi-Portal mit mehr als 30 Dienstleistungen. Die beliebtesten sind Yandex.Nowosti (Nachrichten), Yandex.Fotki (Fotos), Yandeks.Igruschki (Spiele), Yandex.Karty (Kartendienst mit Panoramafunktion analog zu Google Street View), Yandex.Probki (Staumelder), Yandex.Perewod (Online-Übersetzer), Yandex.Slowari (Wörterbuch) und seit September 2010 Yandex.Music (Musik-Streamingangebot).
Das Angebot besteht aus einem Webkatalog mit Websuche, Webmail, Nachrichten, Kleinanzeigen, Bildersuche, Blogservice, Onlinelandkarten und einigen kleineren Services.
Yandex.Music ist ein Audio-Streaming-Dienst, neben Musik können auch Hörbücher und Podcasts gestreamt werden. Mit Stand Mitte 2021 war sein weltweiter Marktanteil 2 %. Der Dienst ist in Armenien, Aserbaidschan, Belarus, Georgien, Israel, Kasachstan, Kirgisistan, Moldawien, Russland, Tadschikistan, Turkmenistan und Usbekistan verfügbar. Die beliebteste Funktion von Yandex Music sind die intelligenten Wiedergabelisten, die täglich für jeden Benutzer aktualisiert werden und kürzlich gespielte Titel, ähnliche Musik wie ihre Favoriten und verschiedene Titel enthalten, die auf dem Geschmack des Benutzers basieren.
Mit Hilfe des Services Yandex.Direkt wird die Suchmaschinenwerbung in Yandex ermöglicht. Die Funktionalität von Yandex.Direkt ist der von Google Adwords sehr ähnlich. Nach der Registrierung bei diesem Service erhält der Nutzer die Möglichkeit, eine eigene Suchmaschinenmarketing-Kampagne aufzusetzen.
Unter dem Namen Yandex.Metrica wird ein eigenes Tool für Web Analytics angeboten. Dessen Funktionsumfang ähnelt dem anderer Branchenlösungen wie Google Analytics. Trotz geringerem Bekanntheitsgrad ist Yandex.Metrica bei Nutzern beliebt, da es als Teil seiner Wettbewerbsstrategie erweiterte Funktionen, wie Session Replay oder Scroll Maps, kostenfrei bereitstellt.
Neuroexpert dient dem Aufbau eigener Wissensdatenbanken angelehnt an NotebookLM von Google unter Auswertung von Quellen aus Textdateien,
Tabellen, Präsentationen, Bildern, Audiodateien, MP4-Videos und Links zu Webseiten, auch zu YouTube, Zen, Rutube und VK.

## Personal und Infrastruktur
Yandex hat seinen Sitz in Moskau und Büros in Sankt Petersburg, Jekaterinburg, Kasan und Rostow am Don sowie in der Ukraine, Belarus, der Schweiz, in den USA, in China und in der Türkei. Die Mitarbeiter werden zum Teil in hauseigenen Instituten ausgebildet. Yandex führt eine eigene „Schule für Datenanalyse“ und betreibt dort mit dem Moskauer Institut für Physik und Technologie ein entsprechendes Masterprogramm.
Yandex besitzt den größten Server-Park in Russland und Server in der Ukraine sowie Deutschland (Frankfurt). In Kasachstan, Belarus und der Ukraine bietet Yandex eigene Suchdienste an.

## Eigentümer
Yandex ist eine Gesellschaft mit begrenzter Haftung, welche eine 100%ige Tochtergesellschaft der niederländischen Yandex N.V. ist. Die Aktiengesellschaft hat zwei Aktien-Typen ausgegeben: Typ A und Typ B. Die Aktien des Typs B haben das zehnfache Stimmrecht. Mit ihrer Hilfe wird das Unternehmen gesteuert. Dieses System, welches das Unternehmen vor feindlichen Übernahmen bewahren soll, haben die Gründer von Yandex Arkadi Wolosch und Ilja Segalowitsch zu einer Zeit eingeführt, in der es ihnen darum ging, Yandex vor der Übernahme durch den russischen Staat zu schützen. Im Jahr 2009 verkaufte Yandex der staatlichen russischen Sberbank eine goldene Aktie für 1 €. Diese Aktie gibt dem russischen Staat weitreichende Vollmachten über die Kontrolle der Aktienpakete des Unternehmens. Seit August 2009 benötigen alle Aktionäre, die mehr als 25 % des Stammkapitals oder der Unternehmensstimmen erwerben wollen, die Zustimmung des Verwaltungsrates der Sberbank.
Über 61 % der Yandex-Aktien gehören nach eigenen Angaben Investmentfonds (ru-Net Holdings, Baring Vostok Capital Partners und Tiger Technologies), 24 % sind im Besitz von Yandex-Führungskräften und -Mitarbeitern, 10 % gehören privaten Investoren und ehemaligen Mitarbeitern, 5 % sind Inhaber von Aktienoptionen. Die Aktien des Unternehmens werden an der Moskauer Börse gehandelt und sind im RTS-Index enthalten. Die Aktien wurden bis zum russischen Überfall auf die Ukraine an der NASDAQ unter dem Symbol YNDX gehandelt. Dann wurde der Handel ausgesetzt und die Aktie endgültig im März 2023 vom Handel an der NASDAQ ausgeschlossen.

## Management
Personen der höchsten Führungsebene sind oder waren unter anderem
- Arkadi Jurjewitsch Wolosch, Gründungsdirektor und ehemaliger CEO,
- Ilja Walentinowitsch Segalowitsch, CTO von 2000 bis zu seinem Tod 2013,
- Jelena Kolmanowskaja, Chefredakteurin,
- Jelena Igorewna Bunina, HR-Direktorin (seit 1. Januar 2011), Generaldirektorin von Yandex in Russland (von Dezember 2017 bis April 2022)
- Tigran Oganessowitsch Chudawerdjan, ehemaliger CEO

## Produkte
| Produkt                                                          | Produkt                | Beschreibung                                                                                               |
| internationale/englische Bezeichnung                             | russische Bezeichnung  | Beschreibung                                                                                               |
| ---------------------------------------------------------------- | ---------------------- | --- |
| Yandex.Search                                                    | Яндекс.Поиск           | Websuche, inklusive Bilder- und Videosuche                                                                 |
| Yandex.Mail                                                      | Яндекс.Почта           | E-Mail-Dienst                                                                                              |
| Yandex Maps                                                      | Яндекс.Карты           | Online-Landkartendienst (ähnlich Google Maps)                                                              |
| Yandex.Panorama                                                  | Яндекс.Панорамы        | Street-View-ähnlicher Dienst                                                                               |
| Yandex.Direct                                                    | Яндекс.Директ          | Online-Werbedienst (ähnlich Google Ads)                                                                    |
| Yandex.Money (Yoomoney) – seit 2020 gehört YooMoney der Sberbank | Яндекс.Деньги (Юмани)  | Online-Bezahldienst (ähnlich PayPal)                                                                       |
| Yandex Translate                                                 | Яндекс.Перевод         | Online-Übersetzer                                                                                          |
| Yandex Browser                                                   | Яндекс.Браузер         | Webbrowser                                                                                                 |
| Yandex.Disk                                                      | Яндекс.Диск            | Cloud-Speicherdienst                                                                                       |
| Yandex Launcher (formals: Yandex.Shell)                          | Яндекс.Лoнчер          | Launcher für Android                                                                                       |
| Yandex.Store                                                     | Яндекс.Store           | App Store für Android                                                                                      |
| Yandex.Musyka *                                                  | Яндекс.Музыка          | Musik-Streamingdienst                                                                                      |
| Moi Krug *                                                       | Мой Круг               | Soziales Netzwerk für Berufstätige (ähnlich Xing oder LinkedIn)                                            |
| Yandex.Rabota *                                                  | Яндекс.Работа          | Online-Stellenmarkt                                                                                        |
| Yandex.Metrica                                                   | Яндекс.Метрика         | Webanalyse-Werkzeug                                                                                        |
| Yandex.Slowari *                                                 | Яндекс.Словари         | durchsucht Lexika (wie Wikipedia, die Große Sowjetische Enzyklopädie), Wörterbücher und andere             |
| Yandex.Auto *                                                    | Яндекс.Авто            | Online-Marktplatz für Autos                                                                                |
| Yandex.Nedwischimost *                                           | Яндекс.Недвижимость    | Immobilienportal                                                                                           |
| Yandex.Lenta                                                     | Яндекс.Лента           | RSS-Aggregator                                                                                             |
| Yandex.Raspisanija *                                             | Яндекс.Расписания      | Abfahrtszeiten von Zügen, Bussen und Flugzeugen                                                            |
| Yandex.Webmaster                                                 | Яндекс.Вебмастер       | Werkzeuge für Webmaster                                                                                    |
| Yandex.Uslugi *                                                  | Яндекс.Услуги          | Suche nach Finanzdienstleistungen                                                                          |
| Yandex.Taxi */Yandex.Go                                          | Яндекс.Такси/Яндекс.Go | Onlinevermittlung von Mobilitätsdiensten (Taxi, Mietwagen, E-Scooter; seit Juli 2017 Kooperation mit Uber) |
| Yandex.Eats                                                      | Яндекс.Еда             | Essen-Lieferdienst                                                                                         |
| Yandex.Drive                                                     | Яндекс.Драйв           | Carsharing                                                                                                 |
| Delivery Club                                                    | Delivery Club          | Lebensmittel-Lieferservice                                                                                 |

* = nicht auf Englisch verfügbar

## Marktanteile
Yandex ist nach Seitenabrufen mit einem Anteil von etwa 1,4 Prozent auf Desktops die viertgrößte Suchmaschine der Welt nach Google, Bing und Yahoo. Seit Mai 2010 ist die Suchmaschine auch in einer englischen Version global verfügbar.